# Президентские выборы в Афганистане (2014)
Президентские выборы в Афганистане прошли 5 апреля (1-й тур) и 14 июня (2-й тур) 2014 года.
Президент Хамид Карзай не мог баллотироваться в президенты из-за ограничения количества президентских сроков. Регистрация кандидатов проводилась с 16 сентября по 6 октября 2013 года. Всего 27 кандидатов выразили желание баллотироваться. Независимая ЦИК 22 октября дисквалифицировала 16 из них, подтвердив 11 кандидатов. 26 марта 2014 года стало известно, что три претендента на пост президента Афганистана сняли свои кандидатуры с участия в предвыборной гонке: Сардар Мохаммад Надир Наим и Абдул Каюм Карзай — в пользу Залмая Расула. Абдул Рахим Вардак также отказался от участия в выборах.

## Кандидаты
Независимая ЦИК зарегистрировала 8 кандидатов в президенты.
1. Абдулла Абдулла, бывший министр иностранных дел, лидер Национальной коалиции Афганистана, кандидат в президенты на выборах 2009 года[7]
2. Давуд Султанзой
3. Ашраф Гани Ахмадзай, бывший министр финансов[8]
4. Залмай Рассул, бывший министр иностранных дел[2]
5. Кутбуддин Хилал
6. Гул Ага Шерзай
7. Абдул Расул Сайяф
8. Хедаят Амин Арсала

## Инциденты
Движение «Талибан» проводило кампанию, направленную на срыв выборов. В частности, талибы предлагали по 5 долларов гражданам, готовым сдать свою избирательную карточку и отказаться от участия в выборах.
В провинции Кунар при нападении на избирательные участки в день выборов 14 боевиков были убиты и 5 ранены.
В уезде Бала Болак провинции Фарах при нападении на избирательные участки в день выборов убиты 8 и ранены 5 боевиков, также убиты 2 и ранен 1 полицейский.

## Результаты
Результаты первого тура:
| Кандидат                            | Кандидат                          | Номинировавшая партия             | Голоса    | %     |
| ----------------------------------- | --------------------------------- | --------------------------------- | --------- | ----- |
|                                     | Абдулла Абдулла                   | Национальная коалиция             | 2 972 141 | 45,00 |
|                                     | Ашраф Гани Ахмадзай               | беспартийный                      | 2 084 547 | 31,56 |
|                                     | Залмай Рассул                     | беспартийный                      | 750 997   | 11,37 |
|                                     | Абдул Расул Сайяф                 | Исламская даватская организация   | 465 207   | 7,04  |
|                                     | Кутбуддин Хилал                   | беспартийный                      | 181 827   | 2,75  |
|                                     | Гул Ага Шерзай                    | беспартийный                      | 103 636   | 1,57  |
|                                     | Давуд Султанзой                   | беспартийный                      | 30 685    | 0,46  |
|                                     | Хедаят Амин Арсала                | беспартийный                      | 15 506    | 0,23  |
| Недействительные/пустые бюллетени   | Недействительные/пустые бюллетени | Недействительные/пустые бюллетени |           | -     |
| Всего                               | Всего                             | Всего                             | 6 604 546 | 100   |
| Зарегистрированных избирателей/Явка |                                   |                                   |           |       |
| Источник: IEC                       |                                   |                                   |           |       |

По итогам первого тура, Абдулла Абдулла и Ашраф Гани Ахмадзай набрали 45,0 % и 31,6 % голосов, соответственно.

Результаты второго тура:
| Кандидат                            | Кандидат                          | Номинировавшая партия             | Голоса    | %     |
| ----------------------------------- | --------------------------------- | --------------------------------- | --------- | ----- |
|                                     | Абдулла Абдулла                   | Национальная коалиция             | 3 461 639 | 43,56 |
|                                     | Ашраф Гани Ахмадзай               | беспартийный                      | 4 485 888 | 56,44 |
| Недействительные/пустые бюллетени   | Недействительные/пустые бюллетени | Недействительные/пустые бюллетени |           | -     |
| Всего                               | Всего                             | Всего                             | 7 947 527 | 100   |
| Зарегистрированных избирателей/Явка |                                   |                                   |           |       |
| Источник: IEC                       |                                   |                                   |           |       |

Второй тур выборов был проведен 14 июня 2014 г. По результатам второго тура, бывший глава МИД страны Абдулла Абдулла получил 43,56 % голосов избирателей, а его соперник экс-министр финансов Афганистана Ашраф Гани Ахмадзай — 56,44 %. Кандидат в президенты Абдулла Абдулла не признал поражения на выборах и настоял на пересчете голосов. В урегулировании разногласий между кандидатами участвовал гос. секретарь США Джон Керри. 12 июля Ашраф Гани Ахмадзай и Абдулла Абдулла согласились с его предложением госсекретаря произвести полный пересчет голосов избирателей, отданных во втором туре президентских выборов. Процесс должен был начаться 13 июля, но из-за спора о том, кто должен проводить проверку допущенных НИК злоупотреблений, — Абдулла требовал международного аудита, Ахмадзай соглашался только на пересчет местным избиркомом, — к аудиту приступили лишь 17 июля. Процесс не раз останавливали из-за разногласий между командами кандидатов в президенты. Тем не менее, стороны надеялись, что инаугурация нового главы государства состоится не позднее конца августа 2014 г. 8 августа Абдулла и Ахмадзай подписали декларацию, в которой они обязуются совместно сформировать правительство национального единства — после завершения аудита бюллетеней второго тура выборов президента Афганистана. Согласно декларации, кандидат, который проиграет президентскую гонку, займет одну из управленческих позиций в новом правительстве. 13 августа Ашраф Гани Ахмадзай и Абдулла Абдулла подписали договор о разделе власти. Создан объединённый комитет, который согласовал детали о разделе власти между двумя кандидатами в президенты, он начал свою работу 13 августа 2014 г.
После подписания кандидатами договора о разделе власти и завершения пересчета голосов — победителем на президентских выборах Афганистана был признан Ашраф Гани. Инаугурация состоялась 29 сентября 2014 г. Соперник Гани на выборах, Абдулла Абдулла, получил пост председателя правительства, специально учрежденный для Абдуллы договором о разделе власти.